# Clavicornaltica himalayensis
Clavicornaltica himalayensis es un coleóptero de la familia Chrysomelidae.
Fue descrita científicamente en 1984 por Medvedev.